# Catedral de San Pablo (Embu)
La Catedral de San Pablo (en inglés: St Paul's Cathedral) es una catedral de la Iglesia Anglicana de Kenia (ACK), ubicada en el norte de la ciudad de Embu. Sirve de sede episcopal de la diócesis del mismo nombre, y como tal es la iglesia madre de una congregación de unas 45.000 personas.
Sirviendo a los distritos administrativos de Embu y Wajir  y creó el 1 º de julio de 1990. La Diócesis de Embu fue inicialmente parte de la Diócesis oriental del Monte Kenia y en su forma actual comenzó a existir el 1 de julio de 1997, cuando la Diócesis de Mbeere se separó de ella.
Recién construido en 1988, la catedral cuenta con ventanas otorgadas por la catedral de Chelmsford, una iglesia con la que ha tenido una relación desde 1979.